# 唢呐草属
唢呐草属（学名：Mitella）是虎耳草科下的一个属，为多年生草本植物。该属共有约15种，分布于北美和日本。